# Trynidad i Tobago na zimowych igrzyskach olimpijskich
Reprezentacja Trynidadu i Tobago wystartowała we wszystkich zimowych IO od igrzysk w Lillehammer w 1994 roku do igrzysk w Salt Lake City w 2002 roku. Do tej pory nie zdobyła żadnego medalu.

## Klasyfikacja medalowa
| Olimpiada           | Złoto | Srebro | Brąz | Razem |
| ------------------- | ----- | ------ | ---- | ----- |
| 1994 Lillehammer    | 0     | 0      | 0    | 0     |
| 1998 Nagano         | 0     | 0      | 0    | 0     |
| 2002 Salt Lake City | 0     | 0      | 0    | 0     |
| Razem               | 0     | 0      | 0    | 0     |